# Alexandre Bruce (comte de Carrick)
Pour les articles homonymes, voir Alexandre Bruce et Bruce.
Alexandre Bruce († 19 juillet 1333) est un noble écossais, comte de Carrick vers 1330 à 1333.

## Origine
Alexandre Bruce est le fils d'Édouard Bruce, frère du roi Robert Ier d'Écosse, né de sa relation avec sa fiancée Isabelle d'Atholl. Leur mariage semble n'avoir jamais été célébré. Lorsque Edouard Bruce épouse ensuite Isabelle de Ross, Alexandre est considéré comme étant son fils illégitime. La conduite d'Édouard Bruce vis-à-vis d'Isabelle d'Atholl est à l'origine de sa violente dispute avec David II Strathbogie comte d'Atholl qui lui reproche d'avoir abandonné sa sœur et qui passe dans les rangs anglais à la veille de la bataille de Bannockburn.

## Comte de Carrick
En 1328 Robert Ier confère le titre de comte de Carrick à son fils et héritier David II d'Écosse, une tradition que les Stuart reprendront ensuite.
Toutefois en  1326 ou 1327 Isabelle d'Atholl et son fils, Alexandre Bruce, reçoivent de grands biens dans le Dumfriesshire et ensuite le roi donne à Alexandre, son « neveu », des domaines en Angus et dans le  Wigtownshire. Son rôle jusqu'à la mort du roi Robert Ier est obscur, et il ne participe pas à la campagne  contre l'Angleterre en 1327 et il n'est pas nommé comme témoin dans les chartes royales.
Lors de la reprise des combats en 1332, Alexandre Bruce semble avoir servi lors de la bataille de bataille de Dupplin Moor, mais quand le nouveau roi Édouard Balliol, venant du sud veut passer Noël à Annan, Alexandre Bruce le rejoint. Son ralliement est interrompu par une attaque du parti patriotique dans laquelle Henri Balliol, le frère du prétendant, est tué, et où Alexandre Bruce ne réussit à s'échapper que parce qu'il est reconnu par Thomas Randolph, 3e comte de Moray.
Lorsque Édouard III d'Angleterre envahit l'Écosse à son tour et assiège Berwick dans l'été 1333, Alexandre Bruce rallie David II à la suite de la confirmation du titre de comte de Carrick qui lui aurait été attribué en 1330. Il est dans l'armée écossaise qui descend au secours de la ville et qui est défaite lors de la bataille de Halidon Hill le 19 juillet 1333. Alexandre Bruce est l'un des cinq comtes écossais tués.

## Union
Alexandre Bruce épouse Eléonore, fille de Sir Archibald Douglas mais ils n'ont pas d'enfant survivant. Eléonore se remarie quatre autres fois et meurt seulement en 1376.